# 常嘉煌
常嘉煌（1950年4月28日—），满族，祖籍浙江杭州，中国旅日画家。画家常书鸿与李承仙之子。

## 生平
1950年4月28日出生于甘肃敦煌莫高窟皇庆寺，曾留学日本东京艺术大学，后遵从父亲意愿回到敦煌从事石窟艺术研究，在党河绝壁上开凿现代石窟。
浙江音乐学院特聘研究员